# Cromlech von Crucuny

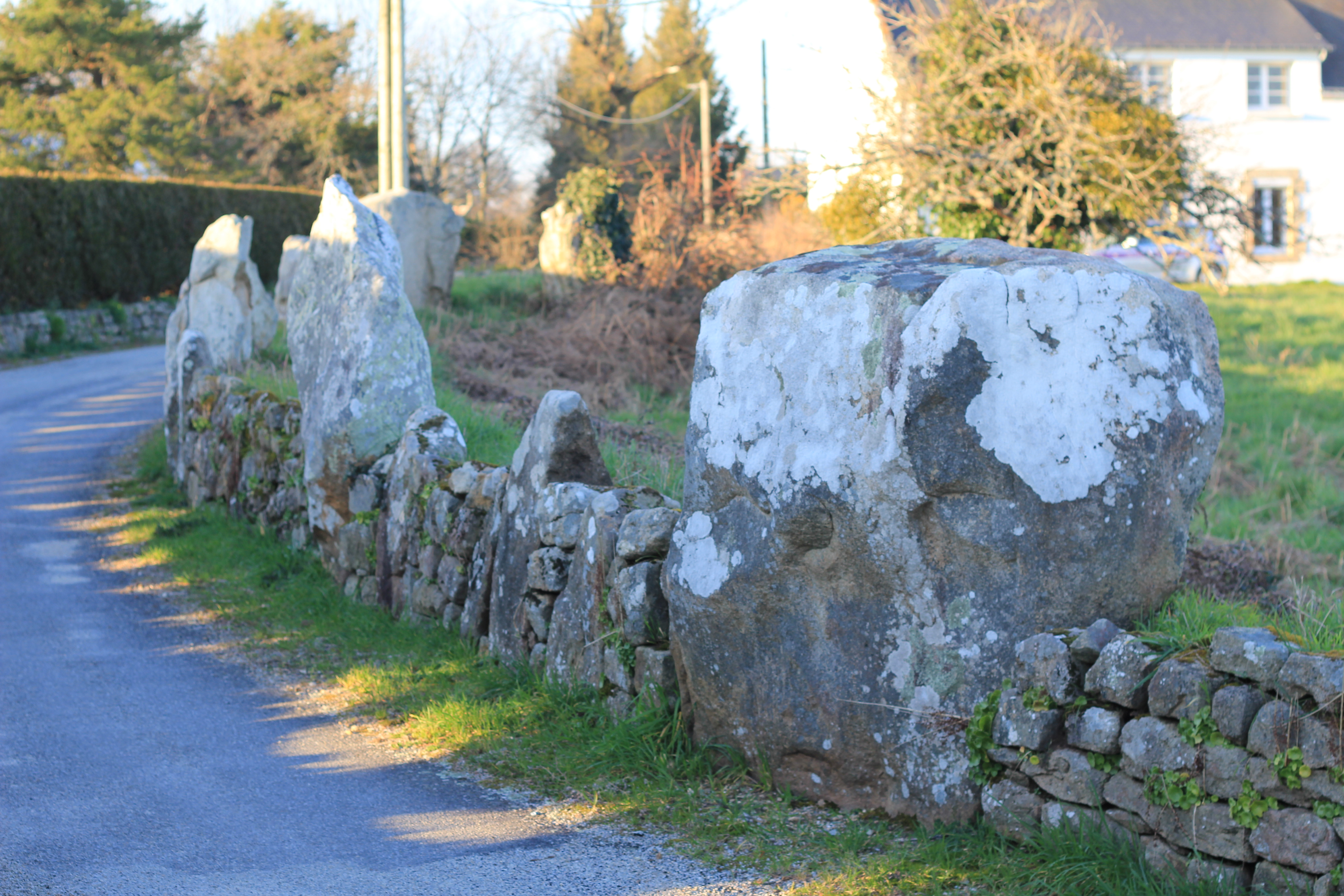
Cromlech von Crucuny

Der neolithische Cromlech von Crucuny (auch Toul-er-Lann, Champ de la Croix oder Parc-er-Groez genannt), nicht zu verwechseln mit dem Cromlech von Crucuno, ist ein Cromlech oder Steinkreis südlich von Ploemel im Département Morbihan in der Bretagne in Frankreich. Er liegt südlich des Weilers Crucuny an der Straße zum Weiler Toul-er-Lann.
Es handelt sich um die Reste eines Steinkreises mit einem Durchmesser von 40 bis 50 m, der heute als Grundstücksgrenze verwendet wird. Die Reste bestehen aus etwa 30 Steinen, verteilt über 80 m. Der Steinkreis könnte ansehnlicher gewesen sein, wie ein isolierter Menhir nahelegt, der vermutlich ein Element des Cromlechs war. Drei der Steine sind graviert.

Cromlech von Crucuny
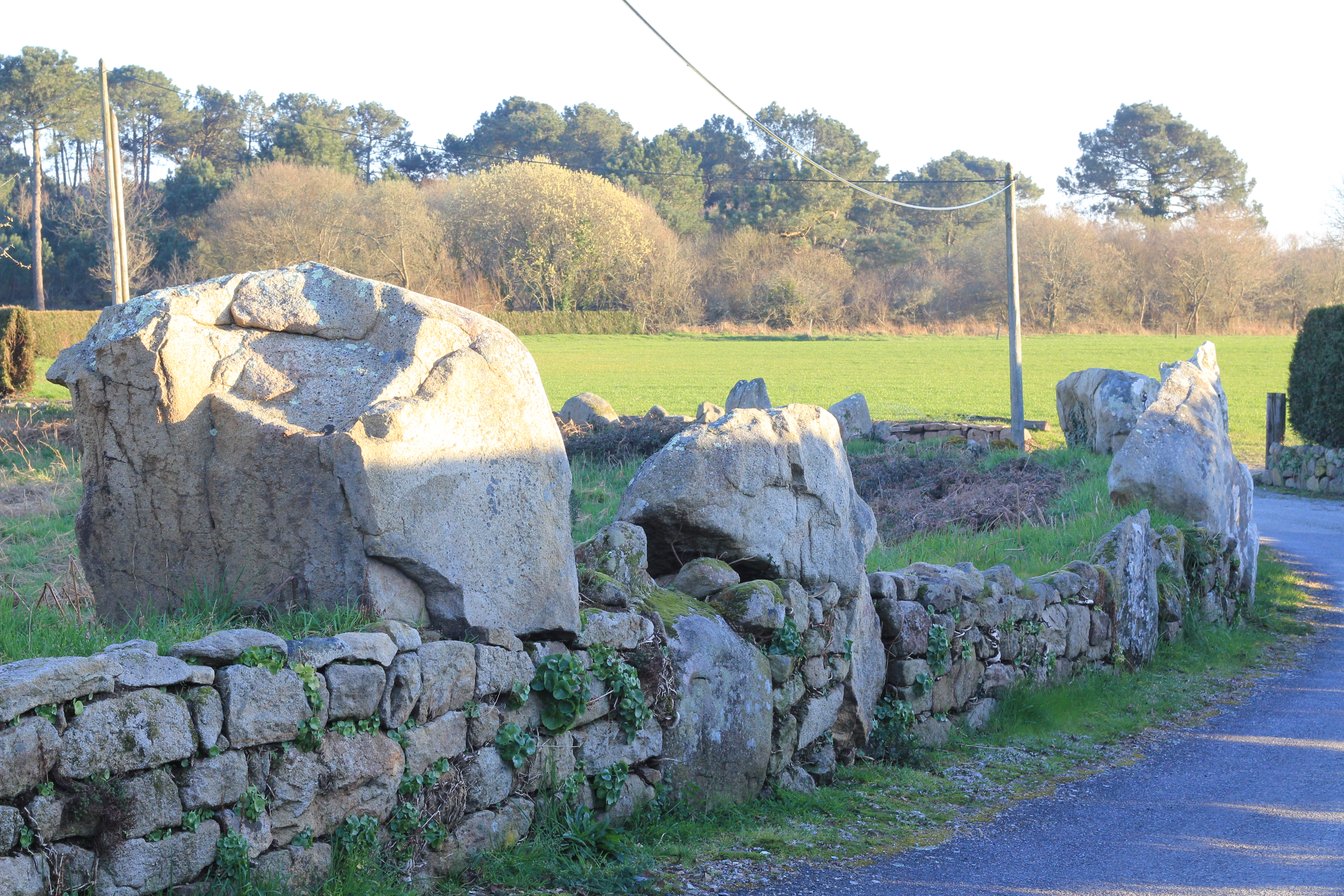
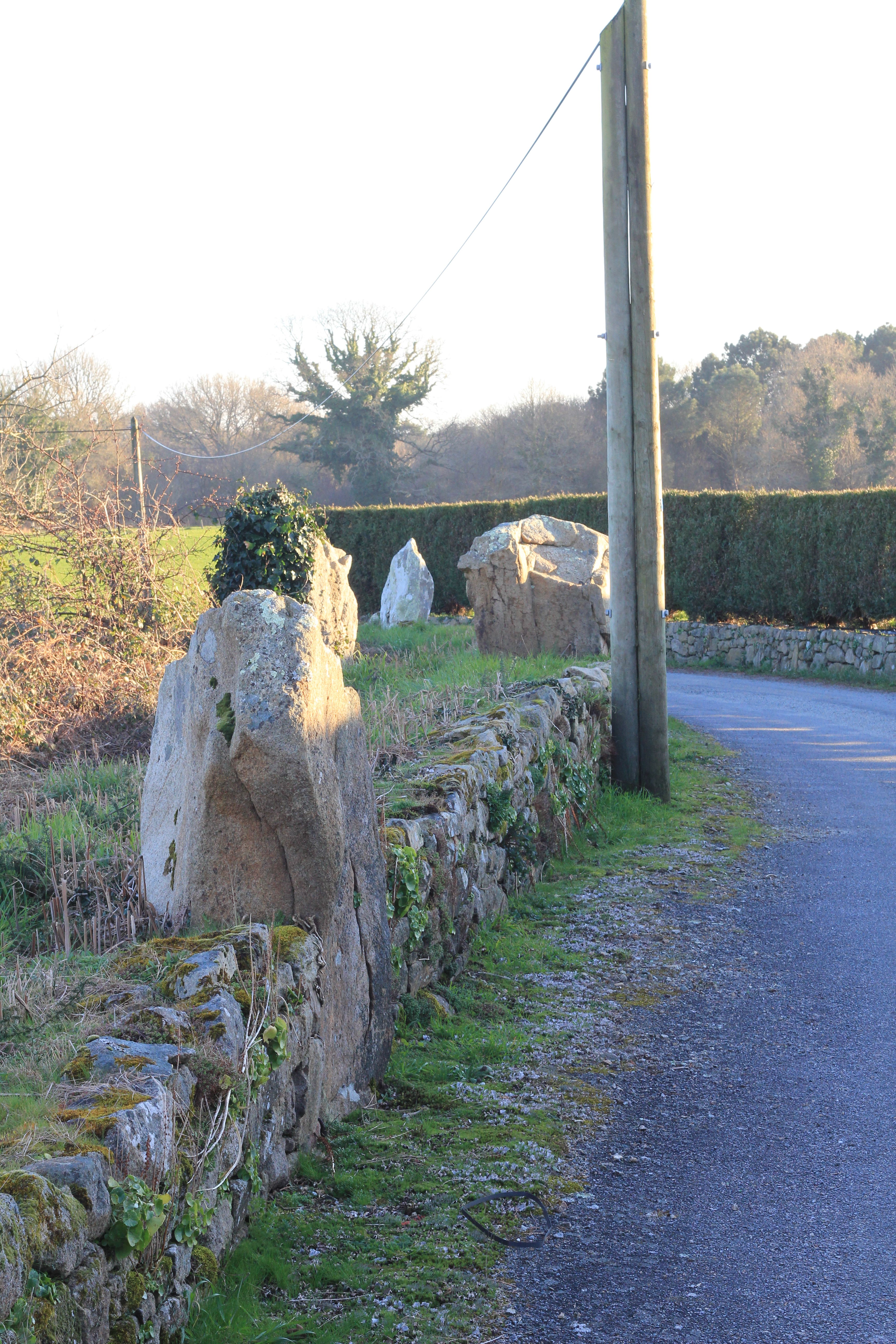
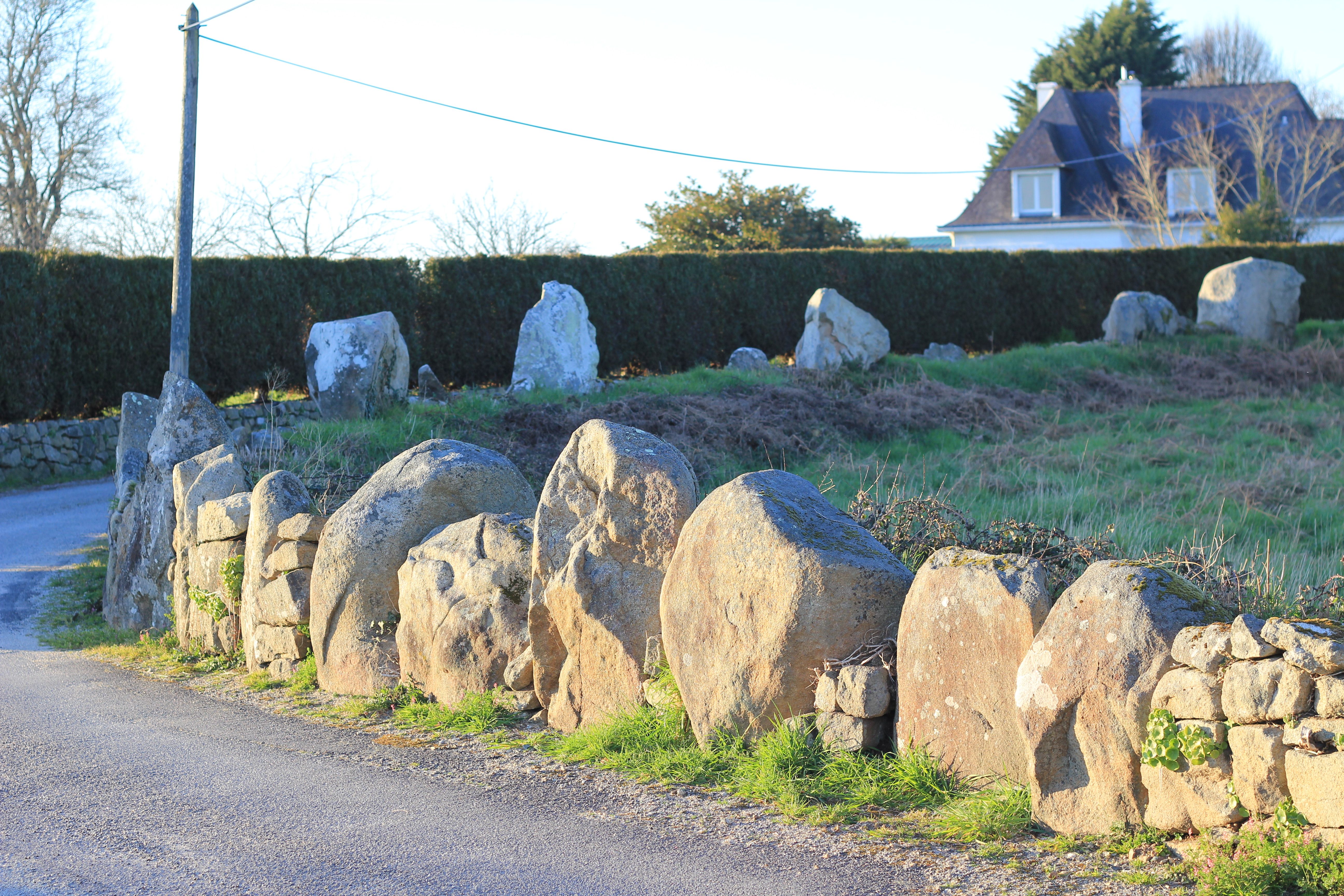

Der Cromlech wurde von Zacharie Le Rouzic (1864–1939) restauriert und ist seit 1926 als Monument historique eingestuft.
In der Nähe liegt der Tumulus von Crucuny.

## Cromlechs in Nordfrankreich
Zwei Steingehege liegen im Wald bei Kerlescan. Am westlichen Ende der Steinreihe von Le Menec bei Carnac ist ein ebenfalls nur in Teilen erhaltener Cromlech zu sehen, der von den – wahrscheinlich jüngeren – Steinreihen zerschnitten wird. Andere Steinkreise befinden sich im Département Finistère. Der Cromlech von Kergonan und die Steinkreise von Er Lannic, beide auf den Inseln des Morbihan, gehören zu den wenigen großen Steinkreisen im Département. 